# گورستان مشایخ شادآباد
قبرستان مشایخ شاد آباد مربوط به دوران‌های تاریخی پس از اسلام است و در شهرستان تبریز، بخش مرکزی، روستای شاد آباد واقع شده و این اثر در تاریخ ۷ مهر ۱۳۸۱ با شمارهٔ ثبت ۶۱۷۴ به‌عنوان یکی از آثار ملی ایران به ثبت رسیده است.